# Louise Seidler

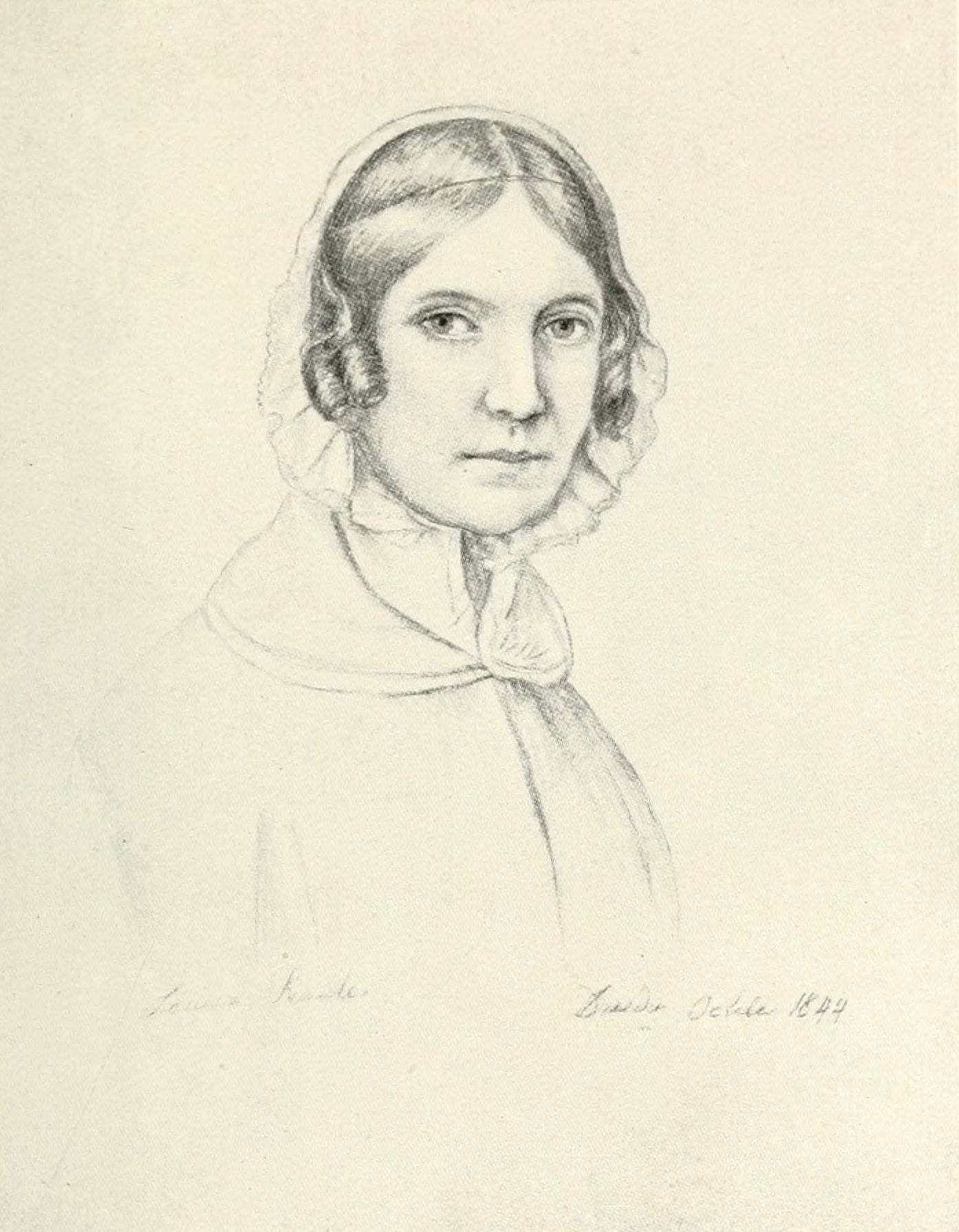
Självporträtt, skapad 1844

Lousie Seidler, född 15 maj 1786 i Jena, död 7 oktober 1866 i Weimar, var en tysk målare.
Seidler besökte en skola i Gotha där hon fick undervisning i konst av bildhuggaren Friedrich Wilhelm Eugen Döll. Senare flyttade hon till Dresden för att kopiera konstverk i stadens konstsalonger. I Dresden hade Seidler ett möte med Johann Wolfgang Goethe som kände henne sedan tidigare. Han gav Seidler uppdraget att utföra en altarmålning som föreställer helgonen Rochus och som skulle visas i en kyrka i Bingen am Rhein. Goethe hade själv skapad skissen för målningen och en tidig version av verket utfördes av Johann Heinrich Meyer. Den av Seidler skapade målningen donerades av Goethe till kyrkan i Bingen. Med hjälp av ett stipendium som hon fick av hertig Karl August av Sachsen-Weimar började Seidler 1817 studera konst i München. Hon genomförde 1818 en studieresa till Italien där hon besökte Rom, Neapel och Florens.
Tillbaka i Tyskland undervisade hon prinsessorna Marie av Sachsen-Weimar och Augusta av Sachsen-Weimar i konst. Sedan blev Seidler intendent för konstsamlingen som ägdes av hertigen av Sachsen-Weimar. Hon utförde flera resor till bland annat Paris, Wien, Prag och till olika tyska regioner. Omkring 1860 försvagades Seidlers syn tydlig.

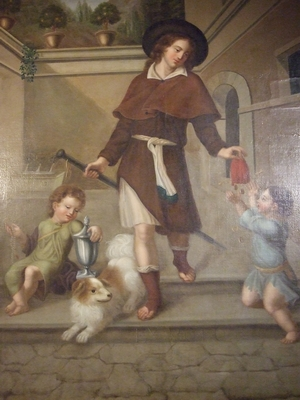
Helgonet Rochus, altarmålning
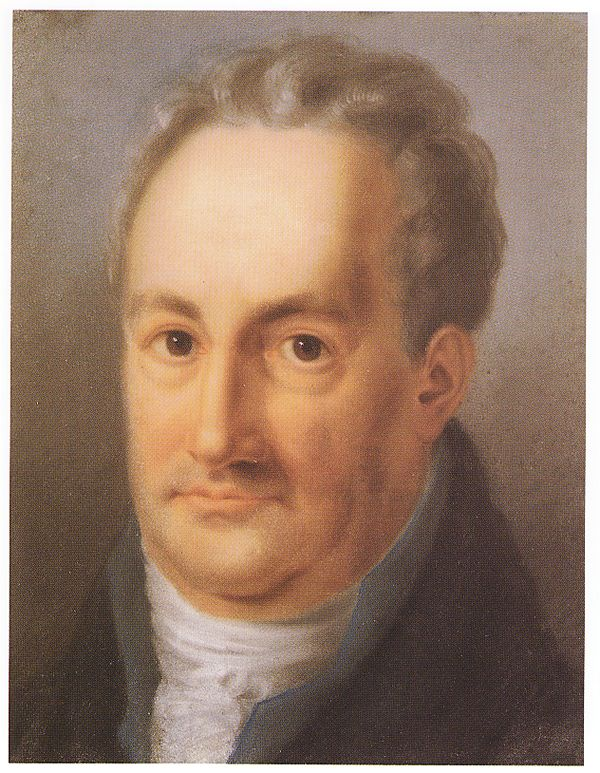
Johann Wolfgang von Goethe, pastellporträtt skapad av Louise Seidler